# رود کالدون

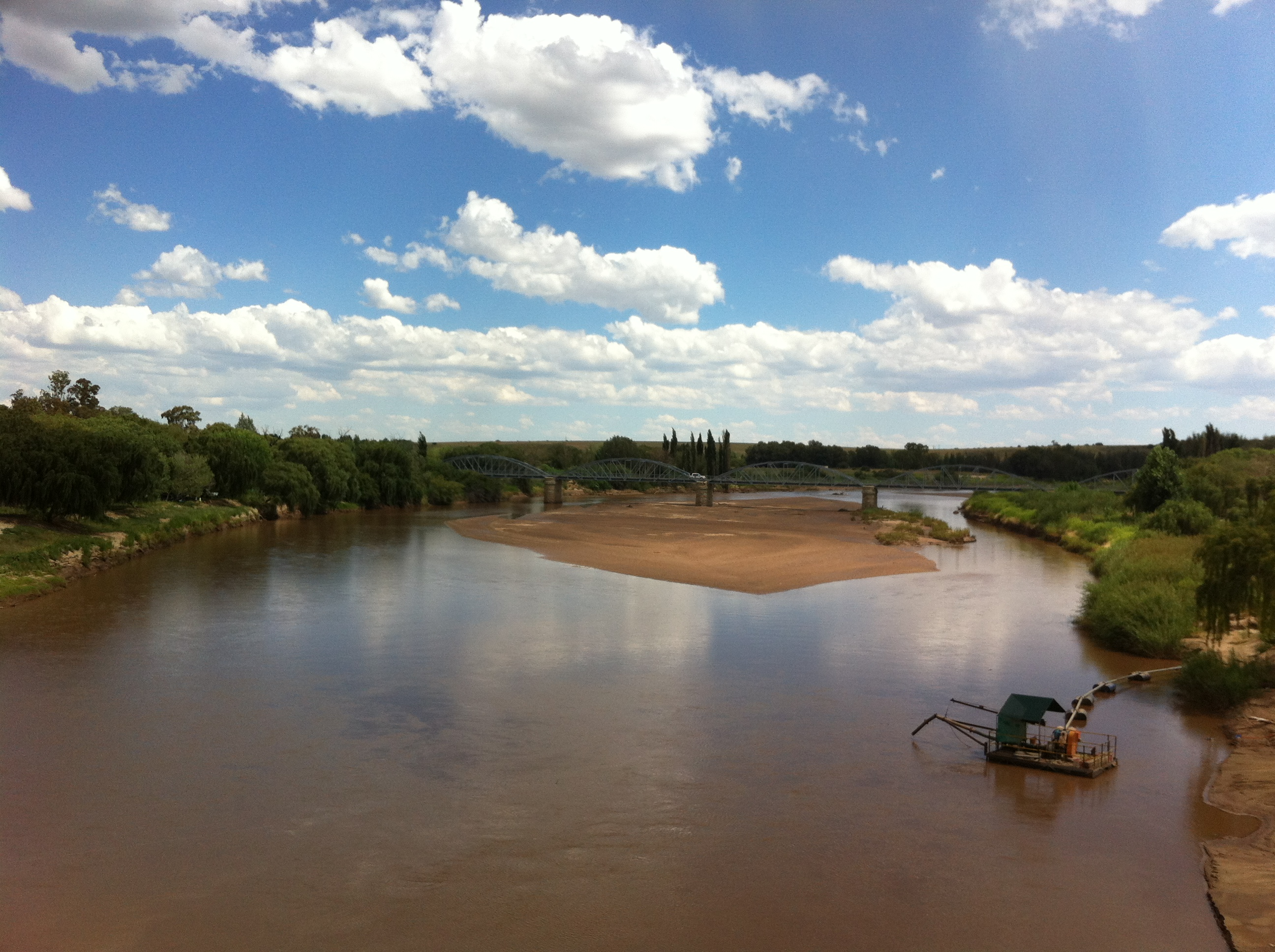
رود کالدون

رود کالدون، (به انگلیسی: Caledon River)، رودخانه‌ای در جنوب شرقی افریقا است.

این رودخانه از کوه‌های در دارکنزبرگ در لسوتو سرچشمه گرفته سپس به سوی جنوب غرب جریان پیدا کرده و مرز لسوتو و آفریقای جنوبی را مشخص می‌کند. کالدون سپس به افریقای جنوبی وارد شده به رود اورنج پیوسته و به اقیانوس اطلس می‌ریزد.